# Кардашов Микола Семенович
Микола Семенович Кардашов (рос. Николай Семёнович Кардашёв; нар. 25 квітня 1932, Москва — пом. 3 серпня 2019) — російський астроном, академік РАН (1994); директор Інституту космічних досліджень РАН; основні праці — в галузі астрофізики, радіоастрономії; лауреат Державної премії СРСР (1980, 1988), доктор фізико-математичних наук.

## Біографія
Закінчив МДУ в 1955. У 1959—1967 працював у Державному астрономічному інституті ім. П. К. Штернберга. Під керівництвом І. С. Шкловського захистив кандидатську дисертацію в 1962. З 1967 працює в Інституті космічних досліджень АН СРСР (зав. лабораторією, заст. директора з наукової роботи).
Основні наукові роботи стосуються експериментальної і теоретичної астрофізики і радіоастрономії. Вперше розрахував і показав можливість спостереження нового класу радіоліній — рекомбінаційних, обумовлених переходами між дуже високими рівнями. Ці лінії незабаром були виявлені і стали могутнім засобом дослідження фізичних умов в газових туманностях. Досліджуючи проблему виникнення магнітного поля в залишках спалахів найновіших, зокрема в Крабоподібній туманності, Кардашов в 1964, ще до відкриття пульсарів, прийшов до висновку, що дуже компактне радіоджерело, розташоване в центральній частині Крабоподібної туманності, є наднамагніченою швидкообертовою нейтронною зіркою. Спільно з Л. І. Матвієнко і Г. Б. Шоломицьким в 1965 запропонував метод радіоінтерференційних спостережень на незалежних антенах, рознесених на міжконтинентальну відстань. Впровадження цього методу, дало великий обсяг даних для дослідження радіогалактик, квазарів і джерел мазерного випромінювання. Бере участь в експериментальних дослідженнях і інтерпретації тонкої структури радіовипромінювання пульсарів (так званої мікроструктури імпульсів), при цьому досягнута часова роздільність складає одиниці мікросекунд. Висунув і послідовно розвиває ідею винесення радіотелескопа на орбіту (космічна радіоастрономія), що дає істотний виграш за основними параметрами спостережень — чутливості (за рахунок створення великих антенних полів в умовах невагомості і відсутності вітрових навантажень) і роздільній здатності (за рахунок можливості практично необмеженого збільшення бази радіоінтерферометра) і, нарешті, забезпечує захист від перешкод індустріального і атмосферного походження. Здійснював керівництво астрофізичними експериментами на першому космічному радіотелескопі діаметром 10 м (КРТ-10).
Кардашов є одним з ентузіастів пошуку сигналів позаземних цивілізацій. Очолював спеціальні експерименти з рознесеними антенами з виявлення надпотужних імпульсів позаземного радіовипромінювання. У 1979 вказав, що для пошуку штучних сигналів, найперспективнішими є частоти близько 200 Ггц (довжина хвилі 1,5 мм). У 1963 дослідив квазар CTA-102 — перший радянський внесок у пошук позаземного розуму (SETI). В цій роботі запропонував шкалу ранжування цивілізацій за рівнем споживаної ними енергії — шкалу Кардашова.
Обраний членом-кореспондентом АН СРСР по відділенню загальної фізики і астрономії 12 грудня 1976 р. Дійсний член РАН з 21 березня 1994. Віце-президент КОСПАР (1982—1986).